# Ганс-Йоахім Ґайслер
Ганс-Йоахім Ґайслер (нім. Hans-Joachim Geisler, 27 травня 1955) — німецький плавець.
Учасник Олімпійських Ігор 1972, 1976 років.
Чемпіон світу з водних видів спорту 1975 року.